# Richard Allen Hunt
Richard Allen Hunt (16 juin 1937 - 22 mars 2009) est un mathématicien américain. 

## Biographie
Il est diplômé de l'Université Washington de Saint-Louis en 1965 avec une thèse intitulée Opérateurs agissant sur les espaces de Lorentz. Un résultat important de Hunt (1968) stipule que le développement de Fourier d'une fonction dans L p, p > 1, converge presque partout. Le cas p=2 est dû à Lennart Carleson, et pour cette raison le résultat général est appelé le théorème de Carleson-Hunt. Hunt reçoit le Prix Salem en 1969. Il est membre du corps professoral de l'Université Purdue de 1969 à 2000, date à laquelle il prend sa retraite en tant que professeur émérite.